# Casatejada
Casatejada là một đô thị trong tỉnh Cáceres, Extremadura, Tây Ban Nha. Theo điều tra dân số 2006 (INE), đô thị này có dân số là 1341 người.

## Biến động dân số
| 1.338 | 1.277 | 1.305 | 1.319 | 1.344 | 1.264 | 1.240 | 1.324 | 1.324 | 1.341 | 1.354 |